# 革利免
革利免（Clement）有著不同的翻譯，在新教傳統翻譯成革利免，在天主教則稱為克萊孟或克勉，有些文獻則翻成克雷芒。在基督教的歷史中，有多位主教、教宗或神學家都取名為革利免，其中比較有名的是革利免一世又稱為羅馬的革利免、亞歷山太的革利免、革利免二世、革利免四世、革利免五世、革利免七世和革利免十四世。而當中最有名的，可算是革利免一世和亞歷山太的革利免。

## 羅馬的革利免
有關羅馬的革利免的資料不多，他是早期羅馬教會的主教或長老，他死於公元100年，一般稱他為革利免一世。一般人都認為他是使徒們的入門弟子之一，雖然這個觀念並不正確，但普遍稱他為「使徒後期教父」之一。革利免對羅馬教會逐漸成為基督教會的代表，有一定的貢獻。他於第一世紀末，大約在A.D. 93~97年間，就曾代表羅馬教會寫信給哥林多教會，其用意除了對哥林多教會的教導外，也有希望他們能服從羅馬教會的意圖。

### 著作
革利免一書：革利免一書是一封羅馬教會寫給哥林多教會的公開信，寫作時間大概是在第一世紀末，羅馬皇帝多米田（Domitian）逼迫教會不久之後。內容大致是針對哥林多教會的分裂和紛亂所寫的，當時哥林多教會一些老一輩的領袖們被年青一輩的派系所罷免。信中散發出自使徒時代以後，對教會生活的盼望與光輝。信中也看不出主張單一教宗的痕跡，反而提到教會是由主教、執事和長老所領導的。信中提及彼得和保羅的殉道，但並沒有詳細說明，只是簡單帶過。信中呼籲教會應繼承使徒統緒的教會架構。

革利免一書強調好的秩序，基督徒不單要有信心，也要有好的行為。因為亞伯拉罕是因為有信心，且好客，願意接待天使。信中廣泛的引用舊約聖經、猶太正典外的著作和使徒書信等。本信在當時普遍流傳於教會之間，因為他們認為作者認識使徒彼得和保羅，而且內容勸誡基督徒要謙卑和愛。信中革利免更認實了主日崇拜成為教會正式的禮儀，裡面包括禱告、聖餐禮等。他更堅持對神有價值的敬拜，必須透過教會的領袖，如主教和長老，才有可能顯出神的超越性。本書信在第二世紀時，羅馬的黑馬（Hermas）和哥林多的丟尼修（Dionysius），偶爾也會在教會中公讀。

除了對哥林多教會的教導外，在基督論的議題上也有提及，信中也對耶穌基督的先存性的問題，提出作者的看法。他認為基督必先受苦，然後才被升高，是一個救恩的過程，這與祂是否在創世之先就存在的議題無關。

革利免二書：有人認為這書信也是革利免一世的作品，但信中卻是用匿名的方式寫作，而一般認為其寫作時間應為150年左右，所以作者為革利免一世的可能性不高。其實在第四世紀也有幾封信被誤認為是革利免作品。

## 革利免二世
革利免二世，原名為許得格（Suiger），德國人，他擔任教宗時間不長（A.D. 1046~1047）。因當時教宗與皇帝的權力爭奪日益劇烈，而羅馬教會的腐化日甚，各主教為爭得教宗之職，無不不擇手段，其中本篤九世甚至還把教宗名份當商品賣給其教父額我略六世。亨利三世則趁此插手干涉。他在A.D.1046年的十二月，於蘇特利（Sutri）舉行會議，以買賣事件為由把教宗額我略六世（Gregory VI）逼迫下台，並驅逐到德國去，接著便指派革利免二世為教宗。革利免二世任教宗不久便去世，隨後本篤九世則乘時復辟為教宗，很快又被亨利三世撤職且又另立達馬蘇斯二世（Damasus II）為教宗，但數月後便去世了。於是他便相立其表兄弟白魯諾（Bruno）為教宗，但白魯諾不願被亨利三世所支配。因此，他獨自前往羅馬朝聖，在全體民眾選舉下，登上教宗寶座。並改稱為利奧九世（Leo IX）。

## 革利免四世
革利免四世任教宗時間為1265~1268年，他是法國人。因當時法國勢力高漲，革利免的前任教宗烏爾班四世亦為法國人，烏爾班四世委任了多位法國籍樞機。

## 革利免五世
革利免五世任教宗時間為1305~1314年，原稱為拍特隆戈特（Bertrand de Gouth），是法國西南方的加斯康尼（Gascony）人。此人懦弱無能，且品格惡劣，對法王腓力四世的命今，唯命是從，任內所做一切無不以取悅法王為目的。因為法王的壓力，他上任後不願到羅馬去。為平衡法國和義大利相方的勢力。因此，便指法國南部的亞威農（Avignon）為他的住所，成為第一位在亞威農的教宗。他任內曾編了一本教會的律法，又稱為「教條」，到了今天這「教條」依然是羅馬天主教所公認。其中他極力主張，教會中的所有職位，必須由教宗所委任，稱之為「教宗直選職」（Provisors）。

## 革利免七世（對立教宗）
革利免七世，原為日內瓦主教若伯特樞機（Robert）。原先教廷已移往法國的亞威農，直到貴格利十一世任內才移回羅馬。1378年，因教宗貴格利十一世在羅馬去世，所有樞機都來到羅馬。雖然當時法國籍樞機占了多數，但因羅馬群眾決意要他們在羅馬選出教宗，且必須要是義大利人。因此，便選出普立那諾（Bartolommeo Prignano）為教宗，改稱為烏耳班六世。但因此人無法治理教會事務，且欲把法國勢力趕出教會，又進行一連串的改革動作。因此使得部分親法國勢力的樞機們對其不滿，其中教為激進的十三名法國籍樞機就自行選出革利免七世為教宗，史稱對立教宗或稱反教宗。革利免七世上任後不久，就在亞維儂成立自己的教廷，開始了天主教的大分裂時期。